# Manuel María Zavalla
Manuel María Zavalla Comas fue un sacerdote y abogado argentino, gobernador de la provincia de Santa Fe en el período 1882 – 1886. Era cuñado de su antecesor, Simón de Iriondo, y fue el último de esa "dinastía" de gobernantes del siglo XIX.
Hijo de Bartolomé Zavalla Trueba y de Ana Josefa Toribia Comas Troncoso, Manuel María Zavalla fue ordenado sacerdote y dio su primera misa en la iglesia La Merced en 1859 y que por entonces diputado nacional por Santa Fe, fue elegido gobernador de la provincia de Santa Fe, el 7 de febrero de 1882 pero, por su estado de salud, no pudo prestar juramento ni asumir esas funciones. El vicegobernador Dr. Cándido Pujato lo reemplazó y durante ese período se constituyeron las Comisiones de Fomento con el propósito de entender en lo relativo a caminos y comunicaciones, constituyendo la base de las instituciones comunales y municipales.
El 28 de octubre de 1883 se sancionó la ley que reconoció los límites de nuevos departamentos: San Javier, Las Colonias, San Lorenzo, Iriondo y General López. Esto trajo la modificación de la Constitución provincial y la representación política en la Legislatura.
El 1 de enero de 1885 se inauguró el ramal ferroviario que unió la capital provincial con la colonia Esperanza. Dos años después ese servicio se extendió a las colonias del oeste: Piquete, Franck, Las Tunas, San Carlos, Gessler, Margarita y Gálvez, punto terminal de la línea.